# Фемінізм четвертої хвилі
Фемінізм четвертої хвилі ― ревізія феміністичного руху, розпочата приблизно у 2012 році, що характеризується використанням Інтернет-інструментів, інтерсекційністю, фокусом на привілеях та включенням чоловіків у рух. Четверта хвиля прагне досягти гендерної рівності, зосередившись на гендерних нормах та маргіналізації жінок у суспільстві. 

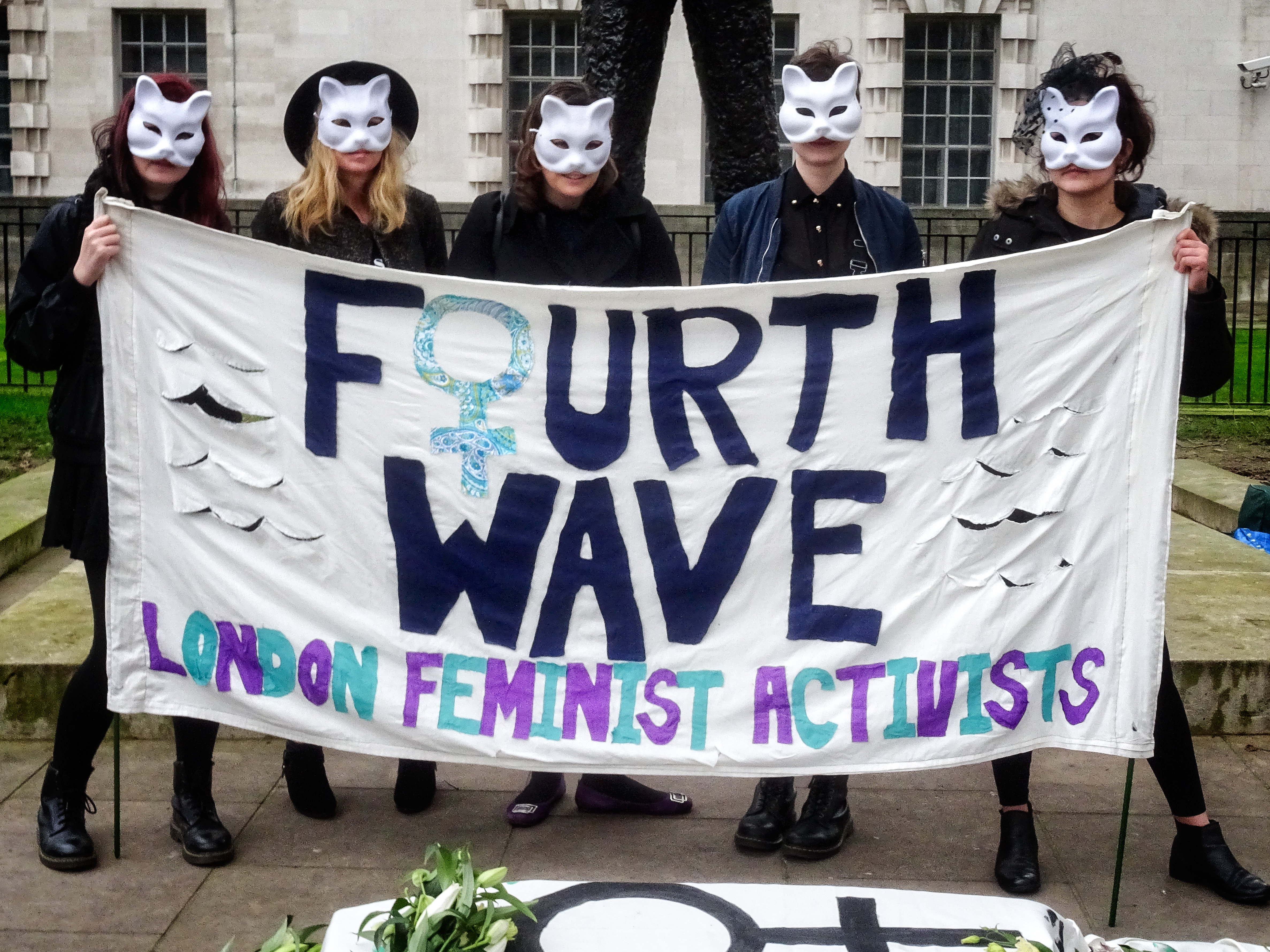
Міжнародний жіночий день, Лондон, 2017

Британська журналістка Кіра Кокрейн та британська феміністська науковиця Пруденс Бассі-Чемберлен описують четверту хвилю як зосередження уваги на справедливості для жінок, особливо на протидії сексуальним домаганням (включаючи домагання на вулиці), насильству проти жінок, дискримінації та переслідуванню на робочому місці, бодішеймінгу, сексистським образам у медіа, мізогінії в Інтернеті та культурі зґвалтування. Рух підтримує інтерсекційність, активність у соцмережах та подання петицій через Інтернет.  
Фемінізм четвертої хвилі прагне рівної оплати за рівну працю і доводить, що рівні можливості, яких прагнуть дівчата та жінки, повинні поширюватися і на хлопчиків та чоловіків для подолання гендерних стереотипів (наприклад, щодо емоцій та почуттів). Важливими засобами є використання ЗМІ та соціальних медіа для співпраці, мобілізації та протидії зловживанню владою у справі розширення прав і можливостей жінок та встановленні справедливості проти сексуальних нападів і домагань.

## Історія та визначення
Деякі феміністки стверджують, що у 1980-х консерватори, такі як Маргарет Тетчер та Рональд Рейган, кидали виклик досягненням феміністок. У той же час феміністки в Північній Америці, Латинській Америці та Європі досягли певних цілей, включаючи створення державних інституцій, що відкрито пропагували права жінок або участь жінок у владі; однак ці інститути також послабили феміністичні рухи, дозволивши державі взяти на себе реалізацію феміністичних цілей.
Європейський та латиноамериканський фемінізм четвертої хвилі розпочався у 1990-х, коли ліпстік-фемінізм та фемінізм споживачок підходив до кінця і фемактивістки відкидали квір-теорію, яку підтримували американські вчені.      Фемінізм четвертої хвилі розвивався повільно, але глобально через медіа та Інтернет. Хвиля виникла з нового покоління жінок, які в основному не були проінформовані про попередні хвилі фемінізму. Фемінізм четвертої хвилі, як і хвилі до нього, не мав єдиної ідеології, сутності чи колективу.  Йшлося про те, щоб об’єднатись у групи для спільної роботи над досягненням мети ― припинення насильства проти жінок.
Рух в Іспанії веде коріння до вбивства Ани Орантес; 17 грудня 1997  її чоловік спалив її у своєму будинку в Гранаді за публічні виступи на Canal Sur, де вона розповідала про його насильство.  Ранній іспанський фемінізм четвертої хвилі використовував телебачення та газети як основну соціальну мережу. Смерть Орантес вивела тему насильства проти жінок з приватного життя сім'ї та привернула національну увагу.  В результаті RTVE змінила політику щодо того, як станція повідомляла про насильство проти жінок та сексуальне насильство. Жарти про те, як жінки б'ють хлопців та чоловіків, також вже не були прийнятними на іспанському телебаченні. Журналісти та журналістки з El Mundo, El País та Infolibre були одними з перших учасників іспанської четвертої хвилі. Пізніше вони розповідали про проблеми оплати праці в Іспанії та скляну стелю, а також пропагували активізм у віртуальних просторах.
Оскільки фемінізм четвертої хвилі Латинської Америки охоплює одночасно різні рухи, багато з яких конфронтують між собою, прийнято посилатись на латиноамериканські фемінізми у множині. Як реакція на квір-фемінізм та постмодерний фемінізм   , виникла течія TERF-активісток, що розмежовують боротьбу за права жінок та біологічних чоловіків, відкидають теорії Джудіт Батлер, переосмислюючи ЛГБТ як феміністичний рух, через повернення до фокусу на права жінок.
Починається цей рух в Латинській Америці, Аргентині та Польщі.  Частина цього загального бажання діяти з’явилася на Всесвітній конференції щодо жінок 1995 р. у Пекіні.
Соціальні мережі мали посилюючий ефект, коли фемінізм четвертої хвилі почав рости.  2018 став роком, коли фемінізм четвертої хвилі розпочався в Іспанії, Аргентині та Бразилії, коли жінки вийшли на вулиці.  Жіночі протести вперше поставили під сумнів легітимність судової влади Іспанії, тоді як у попередні хвилі основна увага приділялася політичному керівництву та нормативним актам законодавчої влади. Хвиля в Іспанії зіткнулась з великим викликом, включаючи появу Vox, ультраправої політичної партії, яка отримала місця в Андалусії. Партія виступала проти фемінізму і хотіла його придушити. В Аргентині пік стався навколо проблеми з абортами.
В англосаксонському феміністичному контексті журналістка Пітія Пій у 2005 році аргументувала існування четвертої хвилі, яка зосередилася на соціальній справедливості та громадянських правах. Дженніфер Баумгарднер датує початок четвертої хвилі 2008 роком. Twitter, найпопулярніша соцмережа серед вікової групи від 18 до 29 років, створена в 2006 році, зробив фемінізм більш доступним і породив «гештеґ фемінізм».
У 2013 році кандидатка в губернатори від Демократичної партії Венді Девіс влаштувала в Техасі 13-годинну акцію, намагаючись не допустити прийняття законопроєкту про боротьбу з абортами. Жінки продемонстрували підтримку, зібравшись навколо Техаського Капітолія, а неприсутні фізично використовували хештег #StandWithWendy. 
Кампанія HeForShe виникла в результаті вірусної промови амбасадорки ООН Емми Вотсон у 2014 році та її подальшої активності. Кілька інших інцидентів активізували рух, зокрема зґвалтування в Делі (Індія, 2012), звинувачення Джиммі Савіле (Велика Британія, 2012), справи про сексуальне насильство Білла Косбі (США, 2014), вбивства на Ісла-Вісті (США, 2014), судовий процес над Цзянь Гомеші (Канада, 2016), звинувачення Гарві Вайнштайна (США, 2017), а також подальший рух MeToo та ефект Вайнштайна, Вестмінстерські сексуальні скандали (у світі та Великій Британії, 2017), справа про зґвалтування в Ла Манаді в Іспанії (2018). 

## Привілеї
Дискусія навколо теми привілеїв є поширеною серед феміністок четвертої хвилі, які стверджують, що члени традиційно домінуючих соціальних груп повинні визнати свої соціальні привілеї та використовувати їх для розширення прав і можливостей людей з маргіналізованих груп.
Феміністки третьої хвилі почали впроваджувати поняття чоловічих привілеїв у своїх працях у 1990-х, феміністки четвертої продовжують обговорювати це в наукових колах та соцмережах. Американка Пеггі Макінтош була однією з перших феміністок, яка описала явище привілеїв у 1988 році. Феміністки четвертої хвилі вжили заходів щодо зменшення та боротьби з цим явищем, підвищуючи обізнаність про привілейовані та непривілейовані групи.
Лондонська авторка Ніккі ван дер Гааг обговорює згубні наслідки виховання хлопчиків із привілеями: «Тенденція до надання пільг хлопчикам [...] не вчить хлопців відповідальності». Професорка нейрології в чиказькій медичній школі Ліз Еліот зазначає, що будь-які незначні відмінності у вихованні дитини можуть призвести до великих відмінностей особистості з часом, що призведе до посилення гендерних стереотипів. Феміністки четвертої хвилі почали пропонувати рішення для уникнення цих проблем, наприклад, гендерно нейтральне виховання.
Феміністки четвертої хвилі стверджують, що гендерні ролі тиснуть також і на чоловіків, щоб вони були годувальниками, а жінок зобов'язують до ролі домогосподарки. Такий тиск на соціальну відповідність призводить до дискримінації за статтю на робочому місці та в суспільстві. За даними Pew Research, більшість жінок, які працюють на робочих місцях, де переважають чоловіки, бачать сексуальні домагання проблемою в їх галузі.

## Інтерсекційність
Інтерсекційність та система влади сприяють соціальному розшаруванню традиційно маргіналізованих груп, таких як жінки кольору. Феміністки четвертої хвилі виступають за більшу представленість їх у політиці та бізнесі й стверджують, що суспільство було б справедливішим, якби політика та практика враховували потреби всіх людей.
Канадська історикиня мистецтв Рут Філліпс стверджує, що фемінізм четвертої хвилі входить у ширший порядок денний фінансових, політичних та екологічних проблем і визнаний ключовим фактором зменшення бідності, поліпшення здоров'я жінок та досягнення економічного зростання.
Британська професорка маркетингу та досліджень споживання Поліна Макларан стверджує, що, хоча знаменитості перебувають в авангарді фемінізму четвертої хвилі, відкритий доступ до інформації дозволив руху привернути більше уваги до економічної нерівності, з якою стикаються жінки.
Британська історикиня Аманда Вікері стверджує, що фемінізм четвертої хвилі маргіналізує жінок кольору, які борються за інклюзивність, нехтуючи таким чином конкретною несправедливістю, з якою вони стикаються.
Такі теоретики, як Джейкоб Бачер з Університету Бейкера,  протестували проти стереотипів навколо нібито неконтрольованого сексуального бажання чоловіків та сексуальної об'єктивації жінок. Він заявляє, що геї, зокрема, стигматизовані, оскільки вони виходять за рамки типових стандартів мужності.

## Використання соціальних медіа
Попередні хвилі фемінізму стикалися з такими перешкодами, як жорсткі соціально-політичні структури та відсутність доступних комунікаційних каналів. Феміністки четвертої хвилі використовують цифрові медіа як платформу для комунікації та поширення перспектив.  
Кіра Кокрейн стверджувала, що фемінізм четвертої хвилі «визначається технологією» і характеризується, зокрема, використанням Facebook, Twitter, Instagram, YouTube, Tumblr та таких блогів, як Feministing, для кидання виклику мізогінії.  
Активізація в соціальних медіа може проявлятися як дописи в Twitter, або в таких кампаніях, як MeToo , #YesAllWomen, #bringbackourgirls, #NotYourAsianSidekick та #SolidarityIsForWhiteWomen. Girlgaze, започаткована Amanda de Cadenet ― це багатостороння онлайн-платформа, яка безпосередньо пов’язує підприємства, компанії та бренди з жінками, пропагуючи потребу у розмаїтті, включенні та представництві у творчій галузі. Тайм назвав групу активістів і активісток, відомих у русі #MeToo, яку охрестили «переривачками тиші», Людьми року 2017 року.  